# Diego Dibós
Diego Joaquín Dibos Caravedo (Lima, 4 de enero de 1976) es un cantante, músico y productor peruano. Es vocalista de la banda de rock alternativo, TK.
Inició su carrera como solista en 2007.

## Vida personal
Nacido en Lima, es hijo de José Luis Dibós Vargas-Prada y Ofelia Caravedo Molinari. Realizó sus estudios en el Colegio Inmaculado Corazón y en el Colegio Santa María Marianistas.

## Carrera con TK
Dibos dejó su trabajo como ingeniero industrial para dedicarse a la música. En el año 2000 empezó a formar parte del grupo de rock pop TK. En 2001 lanzan su primer disco Trece, el cual tuvo mucha acogida por el público peruano como el internacional con temas "Inminente conjunción" y "Alas cortadas", la banda consiguió discos de oro y platino, en octubre de 2003 en los MTV Video Music Awards Latinoamérica 2003 la banda es ganadora del premio en la categoría "Mejor Artista Nuevo Central". En 2004 la banda lanza su segunda producción titulada Tentando Imaginarios, la cual llevó a la banda a tener una circulación internacional y con la cual obtuvo su segundo premio en los MTV Video Music Awards Latinoamérica 2004 otra vez en la categoría "Mejor Artista Central". Tras algunos problemas internos en la banda, esta termina su ciclo en junio de 2006.

## Carrera como solista y en televisión
En febrero del 2007 lanza su primer disco como solista, titulado Introspectiva. Como primer sencillo se desprende el tema «Cerca», que tendría bastante rotación por cadenas nacionales e internaciones como MTV. En septiembre realizó una gira por Colombia. Ese mismo mes lanza el segundo sencillo promocional «Luna».
En octubre es invitado a la ceremonia de entrega de los premios MTV Latinos que se realizaron en México DF el 18 de octubre. En diciembre participó en el disco tributo peruano a Soda Stereo con su versión del tema «Juego de seducción».
En febrero de 2008 Dibos acompaña con todo su show a Diego Torres en dos fechas de su gira andando y visita Ecuador para hacer su primera gira promocional en dicho país. En marzo lanza su tercer sencillo , el tema "Fémina". En mayo realiza Introspectiva Acústico, donde hace la inclusión de instrumentos de viento (Trompeta, trombón, saxos y flautas traversas). En junio comienza a trabajar en la producción de su segundo disco como solista y lanza en las radios un adelanto del mismo. La canción se llama «Voy a besarte» y cuenta con la participación de su tío el saxofonista Jean Pierre Magnet. En ese año fue nominado a los premios Orgullosamente Latino.
En febrero de 2009 lanzó NocturnoBeat, su segunda producción de estudio. En que fue prenominado a los Grammy Latinos. En junio se lanza el videoclip del tema «Si tu te vas», que tendría buena rotación por cadenas nacionales e internacionales, y en julio lanza el sencillo "Amor y dolor". 
El mismo año, Dibos tuvo una corta participación en el reality show El show de los sueños: sangre de mi sangre, conducido por Gisela Valcárcel. 
En agosto participó del reality ¡Viva el sueño!, el único reality musical de Univisión en Estados Unidos para cantantes profesionales firmados por una disquera multinacional.
En febrero de 2010 lanza su sencillo «Príncipe Azul», el cual rotó por las radios del Perú. A mediados de ese mismo año comienza a trabajar su tercer disco, promocionando el sencillo "12 Rosas". En noviembre viaja a Miami para seguir con la producción y comenzar con la grabación de dicho disco. En la producción lo acompaña José Luis "Pepe" Pagán.
En enero de 2011 en pleno proceso de grabación de su tercer disco, compuso la canción «Muchacha Rica» para los Puertorriqueños Dyland & Lenny la cual cuenta con su participación en la canción. En simultáneo incursiona en el mundo de la radio estrenando un programa radial por Top Latino denominado "El otro yo"  en el cual entrevistó a diversos artistas nacionales e internacionales.
En abril de 2011 adelanta el primer sencillo de su disco Lo dejo en tus manos, que resultó ser homónimo del disco y fue usado como fondo para algunas series de televisión peruana como Al fondo hay sitio. El 29 de junio de ese año estrenó en Perú el videoclip en la plataforma de Top Latino TV. En julio, estrena el videoclip del tema en Puerto Rico y realiza distintas presentaciones en dicho país y luego en Miami. Diego Dibos fue prenominado al Grammy Latino 2011.
Durante mayo-agosto de 2012 formó parte del personal profesores de la academia de Operación triunfo, versión peruana.
En diciembre de 2012, obtuvo dos nominaciones al Top-Música MTVLA. El 23 de diciembre, recibió el reconocimiento de Triple Platino por el disco Anna Carina y Diego Dibos cantan por Navidad.
En 2013, Dibos formó parte del jurado del reality show Rojo Fama Contrafama.
En 2014, lanza su primer álbum recopilatorio, llamado "Mis Elegidas", que cuenta con las canciones más exitosas de sus tres álbumes anteriores. Adicionalmente, incluye el tema "Hasta el fin del mundo", en compañía de Maricarmen Marin, que logra una alta rotación, gracias a su aparición en la serie Al fondo hay sitio. 
Luego de más de diez años de separación, TK decide reunirse para componer nuevos temas. Esta junta da como resultado el EP "Equidistante", de cuatro canciones, con "Si te vas" como sencillo con videoclip, que incluye la participación de Carolina Cano. Con este material, la banda logra tocar nuevamente en festivales importantes como Vivo X El Rock.
Posteriormente, en 2018, luego de una profunda investigación, lanza su proyecto de música criolla moderna "Barrionuevo", con el objetivo de reivindicar y revalorizar el folclore de la costa peruana a través de la actualización del género y las acciones de comunicación disruptivas. El proyecto inicia con la puesta en escena homónima del disco "Barrionuevo: Nuestra música vive" y cuenta con la participación de grandes actores como Stephanie Orue, Andrés Salas, Miguel Iza, Emanuel Soriano, Oscar Meza y la presentación especial de Lucy Avilés; y la dirección de Carlos Galiano. Hasta hoy, continúa con conciertos y activaciones, siempre con la intención de llevar la música criolla a los oídos de la gente para luego ponerla en las listas de reproducción del mundo. 
En 2020 e inicios de 2021, Diego celebró 20 años en la música con un nuevo disco acústico de sus mejores canciones, en compañía de invitados de lujo, como Manolo Barrios (Mar de Copas), Daniel F, Maricarmen Marin, Ezio Oliva, Pocho Prieto (Rio), Anna Carina, Sandra Muente, Michael Spitzer (Gaia), Jovan Tomasevich (Zen), entre otros. Además, presentó este trabajo musical en su concierto on line "20 años de música".  Desde casa, ya disponible en sus redes sociales. Este show también está disponible, a manera de disco en vivo, en todas sus plataformas de música.
El 2021 recibió secuelas por Covid-19, por lo que estuvo intubado más de 2 semanas. Un par de meses después, 3 delincuentes armados lo asaltaron y secuestraron por varias horas en su vivienda ubicada en San Isidro. Diego, acompañado por su esposa e hijas, vivió una nueva situación traumática.

## Discografía
Con TK
- Trece (2001)
- Tentando Imaginarios (2004)
- Equidistante (2017)

Como solista
- Introspectiva (2007)
- NocturnoBeat (2009)
- Lo dejo en tus manos (2011)
- Anna Carina y Diego Dibós cantan por navidad (2011)
- Anna Carina y Diego Dibós cantan por navidad (Reedición) (2012)
- Mis Elegidas (2014)
- 20 Años de Música (2021)
- 20 Años de Música | Desde casa (En vivo) (2021)

Con Barrionuevo
- Barrionuevo: Nuestra música vive (2018)
- Letras escondidas de Chabuca Granda (2023)

## Créditos
Televisión
- El show de los sueños: sangre de mi sangre (2009) Concursante.
- ¡Viva el sueño! (2009) Concursante - 4.º puesto.
- Operación triunfo (2012) Entrenador vocal.
- Yo soy (2012) Juez invitado.
- Rojo Fama Contrafama (2013) Juez.

Espectáculos
- Voces Asia los 80's (2010)
- Voces de Película (2011)

## Premios
- 3 Joyas Musicales (Reconocimientos autorales de parte de APDAYC): Esmeralda, Zafiro y Diamante musical.
- 2 premios MTV Latino (2003 y 2004) “Mejor artista central"
- 20 canciones en los primeros lugares de las radios y varios “Nro 1”.
- Todos sus discos han vendido el equivalente a discos de oro y/o platino.